# Oblast autonome du Haut-Altaï
L'Oblast autonome du Haut-Altaï  (russe : Горно-Алтайская автономная область) a été formé d'abord comme oblast autonome oïrote (russe : Ойротская Автономная область) en 1922 et rebaptisé en 1948.
Devenu République socialiste soviétique autonome en 1991, peu avant la dissolution de l'Union soviétique, il correspond à l'actuelle république de l'Altaï.